# Xã South Platte, Quận Hall, Nebraska
Xã South Platte (tiếng Anh: South Platte Township) là một xã thuộc quận Hall, tiểu bang Nebraska, Hoa Kỳ. Năm 2010, dân số của xã này là 799 người.